# Ixodes sigelos
Ixodes sigelos este o specie de căpușe din genul Ixodes, familia Ixodidae, descrisă de Keirans, Clifford și Corwin în anul 1976. Conform Catalogue of Life specia Ixodes sigelos nu are subspecii cunoscute.